# Grown Man Shit
Pour les articles homonymes, voir Shit.
Albums de Proof
I Miss the Hip Hop Shop
(2004) Searching for Jerry Garcia
(2005)
Grown Man Shit est une mixtape de Proof, sortie le 25 avril 2005.
Cet album contient des collaborations avec Eminem et Kon Artis, membres fondateurs, avec Proof, du groupe D12. Les titres sont enchaînés et présentés par Salam Wreck, DJ d'Obie Trice et D12.

## Liste des titres
| No  | Titre                                                           | Contient un (des) sample(s) de                            | Durée |
| --- | --------------------------------------------------------------- | --------------------------------------------------------- | ----- |
| 1.  | Proof for Mayor (Intro)                                         |                                                           | 1:21  |
| 2.  | Apollo G's (Produit par Reef)                                   |                                                           | 2:21  |
| 3.  | Pray For Me (Produit par Eminem)                                |                                                           | 1:24  |
| 4.  | Nothing (Produit par Salam Wreck)                               |                                                           | 4:14  |
| 5.  | My Life (Produit par Big K.O.)                                  |                                                           | 3:03  |
| 6.  | That's Wots Up (featuring Mu)                                   |                                                           | 2:40  |
| 7.  | Commercial Break 1                                              |                                                           | 1:50  |
| 8.  | Ou, Ouuuuuuuuuu (Produit par Eminem)                            |                                                           | 1:49  |
| 9.  | Sting Bling (Produit par Mr. Porter)                            |                                                           | 3:27  |
| 10. | Next Morning (Produit par S.Dot)                                |                                                           | 3:57  |
| 11. | My Dudey (Produit par DJ Extreme)                               |                                                           | 2:44  |
| 12. | Waiting on Death Scripts (Interprété par Stan Da Man)           |                                                           | 1:36  |
| 13. | Waiting On Death (Produit par Sicknotes)                        |                                                           | 2:04  |
| 14. | Define My Life (featuring Dolo – Produit par DJ Los)            |                                                           | 2:46  |
| 15. | Dream Killa (Produit par Essman)                                |                                                           | 3:23  |
| 16. | Commercial Break II (Interprété par Bombshell et Herman Keefer) | Sex and the City Theme de Douglas Cuomo                   | 1:31  |
| 17. | Live N Direct (Produit par Mr. Porter)                          |                                                           | 2:47  |
| 18. | Wots Up (featuring Horny Mac – Produit par Eminem)              |                                                           | 2:38  |
| 19. | Ease Up (featuring Shock Wave – Produit par Yan)                |                                                           | 3:42  |
| 20. | Brick By Brick (Produit par DJ Reach)                           |                                                           | 3:19  |
| 21. | Can't Have a Moment's Peace (Produit par Salam Wreck)           |                                                           | 2:49  |
| 22. | Oil Can Harry (featuring Eminem – Produit par Eminem)           |                                                           | 2:52  |
| 23. | I.F. (Produit par Salam Wreck)                                  | I'm Gonna Love You Just a Little More Baby de Barry White | 3:12  |